# 타갈로그어
타갈로그어(타갈로그어: Wikang Tagalog)는 필리핀 인구의 1/4이 제1언어로 말하고 있는, 그리고 다수가 제2국어로 말하고 있는 오스트로네시아어족, 말레이폴리네시아어파의 언어이다. 필리피노(필리핀어)라고 명명된 그 표준형은 국어이자, 영어와 더불어 필리핀에서 공식어로 사용하고 있다. 필리핀어(Filipino)는 헌법에 정해진 국어로서의 명칭이며, 실질적으로 타갈로그어와 거의 같다고 생각해도 좋다. 타갈로그어는 f와 p의 구별을 가지지 않기 때문에, 이 언어는 필리피노어(Pilipino)라고 명명되었지만, 1972년 헌법에서 필리피노(Filipino)로 개칭되었다.
비콜어, 일로카노어, 비사야어, 카팜팡안어와 같은 다른 필리핀 언어와 밀접한 연관 관계가 있으며, 포모사어, 인도네시아어, 하와이어, 말라가시어와 같이 다른 먼 오스트로네시아 어족의 언어와도 연관이 있다.

## 음운・문자

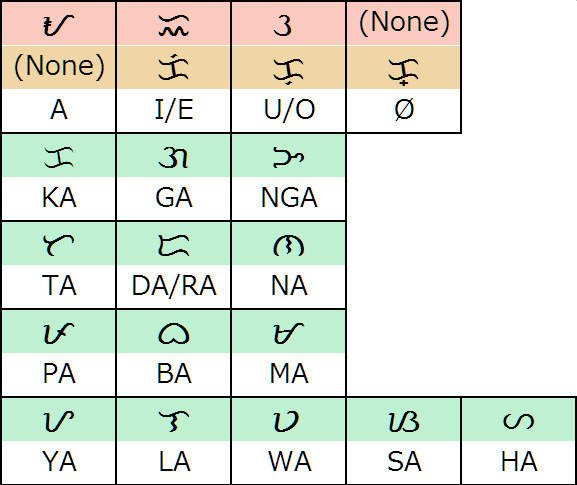
바에바에인 문자 일람

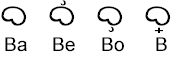
같은 자음의 글자 표기예

19세기 후반까지는 바이바이인이나 아랍 문자를 사용하고 있었지만, 현재는 라틴 문자(로마자)만을 사용한다.
타갈로그어의 로마자는 아바카다라고 불리며, 1987년에 제정된 것이다. 아바카다라는 이름의 유래는, 영어의 ABCD에 해당하는 선두의 4문자가 ABKD인 것에 의한다. 표기는 거의 발음대로이지만, ng이 단독자음인 것에 주의하기 바란다. 또, 스페인어, 영어에서 유래한 고유명사는, 타갈로그어 본래의 철자발음과 다른 경우가 있다.
악센트의 구별이 있지만, 사전 등을 제외해서 표기되지 않는다. 예컨대 aso는, a에 악센트를 두면 "개", o에 악센트를 두면 "연기"를 의미한다. 또, 스페인어에서 유래한 고유명사로 스페인어의 처음 철자에 악센트기호가 붙는 경우에도 생략되는 경우도 많다(예: San Jose(←San José), Corazon(←Corazón) Aquino).

### 모음
모음은 a, e, i, o, u의 5개이다.

#### 이중모음
스페인어로부터의 차용어에서의 이중모음은 다음같은 특징이 있다.
- 약모음＋강모음은 그 음절에 강세가 있는 경우는 반모음글자 "w", "y"를 삽입한다. 강세가 없는 경우는 약모음글자 "i","u"를 "y","w"로 바꾼다. 발음도 타갈로그어의 철자에 따른다. 그 때문에 강세가 있는 경우, 어원보다 1음절늘어난다.
- [-i]는 스페인어에서의 어중(語中)에서는 "-i", 어말(語末)에서는 "-y"와 엮는 것이 원칙이지만, 타갈로그에서는 어중에서도 "-y"와 엮는 경우가 많다.

### 자음
자음은 p, t, k,  ' (성문폐쇄음), b, d, g, m, n, ng, s, h, l,r, w, y의 16개이다. 단, 스페인어, 영어에서 유래한 인명·지명 등의 고유명사에는 c , f , j , q , v , x, z도 사용되고 있다.
- b /b/
  - c (+i,e /s/), (+a,o,u /k/)
- d /d/: dz /dʒ/
  - f /f/（/p/로 대용되는 경우도 있다.）
- g /ɡ/: "ge" [ɡe] "gi" [ɡi], 단 스페인어 유래의 고유명사에서는 "ge" [he 헤] "gi" [hi 히], "gue" [ɡe] "gui" [ɡi]
- h /h/
  - j /h/(스페인어 유래), /dʒ/(영어 유래)
- k /k/
- l /l/
- m /m/
- n /n/
- p /p/
  - q:que [ke 케], qui [ki 키](스페인어 유래), qu- /kw-/(영어 유래)
- r /r/: 치경 전동음 또는 치경 탄음. 스페인어로부터의 차용어의 경우, 스페인어의 규칙을 따른다.
- s /s/
- t /t/: ts /tʃ/
  - v /b/: 영어 유래의 낱말에는 /v/라고도 발음된다
- w /w/
  - x /s/ 또는 /ks/ 또는 /h/
- y /j/
  - z /s/

### 스페인어 철자의 타갈로그화
- ca,co,cu→ka,ko,ku
- j→h
- que,qui→ke,ki
- v→b
- z→s
- ñ→ny
- ll→ly
- ch→ts

## 문법
타갈로그어는 동사가 선두에 오는 VSO형의 어순을 가진다.

### 표지
주어나 목적어 등의 항은, 표지(마커)라고 불리는 낱말을 앞에 동반해서, 동사의 뒤에 놓인다. 표지에는 화제를 보이는 ang(한국어의 "은/는"에 해당), 주(격)어나 목적어를 나타내는 ng("이/가", "을/를" 등에 해당), 장소 등을 나타내는 sa("에" 등에 해당)이 있다. 표지인 ng은 nang라고 발음한다. 문장에는 화제를 보이는 ang이 포함되는 것이 보통이며, 타갈로그어는 주제 우세 언어에 포함된다.
이것들의 표지의 모양은 일반명사인지 인명인지에 의해서, 또 수에 응해서 변화한다. 또, 대명사에는 표지가 붙지 않고, 표지의 구별에 응해서 대명사 자체의 모양이 변화한다. 변화는 다음과 같다. 또한, 복수를 나타내는 mga는 manga라고 발음한다.
|                     | ang형   | ng형   | sa형   |
| ------------------- | ------- | ------ | ------ |
| 일반명사(단수)의 앞 | ang     | ng     | sa     |
| 일반명사(복수)의 앞 | ang mga | ng mga | sa mga |
| 인명(단수)의 앞     | si      | ni     | kay    |
| 인명(복수)의 앞     | sina    | nina   | kina   |

|                                               | ang형                       | ng형  | sa형        |
| --------------------------------------------- | --------------------------- | ----- | ----------- |
| 1인칭단수                                     | ako                         | ko    | (sa) akin   |
| 2인칭단수                                     | ka (문두(文頭)에서는 ikaw） | mo    | (sa) iyo    |
| 3인칭단수                                     | siya                        | niya  | (sa) kaniya |
| 1인칭복수 제외형(듣는 사람을 포함하지 않는다) | kami                        | namin | (sa) amin   |
| 1인칭복수 포함형(듣는 사람을 포함한다)        | tayo                        | natin | (sa) atin   |
| 2인칭복수                                     | kayo                        | ninyo | (sa) inyo   |
| 3인칭복수                                     | sila                        | nila  | (sa) kanila |

2인칭복수는 1명에 대한 경칭으로서 손윗사람이나 노인에 대해서 사용되는 경우도 있다.
|                     | ang형 | ng형       | sa형  |
| ------------------- | ----- | ---------- | ----- |
| 근칭('이것'에 해당) | ito   | nito       | dito  |
| 중칭('그것'에 해당) | iyan  | niyan      | diyan |
| 원칭('저것'에 해당) | iyon  | niyon/noon | doon  |

### 초점
동사에는 초점접사라고 불리는 요소가 붙는다. 이것은 ang형이 붙은 화제의 요소가 주어, 목적어 등이 어느 것에 해당하는 것인지를 보이는 활용이 있다. ng형이 붙은 요소의 역할도 이것에 의해서 간접적으로 정해진다. 초점에는 행위자초점, 목표초점, 장소초점 등이 있다. 행위자초점을 능동태, 목표초점을 수동태라고 하는 경우도 있다.
| 행위자초점 | mag-; -um-; ma- |
| 목표초점   | -in; -an; i-    |
| 장소초점   | -an; pag- -an   |
| 은혜초점   | i-; ipag-       |
| 도구초점   | ipang-          |

ang형이 화제 표지라면, 목표 초점은 한국어와 일본어의 “저 케익은 철수가 먹었다”같은 말투에 해당한다. 또한, ang형을 화제 표지가 아니고 격 표지로 간주하는 관점도 존재한다. 타갈로그어에서는 행위자 초점보다도 목표 초점쪽이 일반적인 표현법으로, 이 점에서 “수동태가 빈번히 사용된다”라고 해왔다. 그런데 ang형을 격 표지라고 보면, 이것을 절대격으로 보며, 또 ng형을 능격으로 보고, 타갈로그어를 능격언어로 간주하는 경우가 가능하다.

### 시제와 문법상
동사는 이 외에 4개의 문법상으로 변화한다. 또한, 단순하게 과거나 미래를 나타내는 시제는 없다.
- 부정상: 부정사나 명령으로서 사용한다.
- 완망상: 개시되며 완료된 사건.
- 미연상: 아직 개시하지 않은 사건.
- 미완료상(비완망상): 개시되며 아직 완료되지 않은 사건. 예를 들면 습관이나 계속 진행 중인 사건을 나타낸다.

### 계사
명사의 수식에는 계사라고 불리는 요소를 수식어와 피수식어 사이에 두는 것으로 보인다(어느 곳을 오른쪽으로, 어느 곳을 오른쪽으로 둘지는 꼭 일정하다고는 할 수 없다). 계사는 모음 뒤에서는 ng, 자음 뒤에서는 na이다.

## 어휘
어휘는 타갈로그어 고유의 것 이외에, 역사적 사정으로부터 스페인어 및 근년에는 영어로부터의 외래어가 많다. 철자는 타갈로그어풍으로 바꾸는 것이 보통이고, 발음도 원어와 다소 다른 경우가 있다. 단, 스페인어나 영어에서 유래된 지명이나 인명에 한해서는 스페인어나 영어 본래의 철자가 사용된다. 이 외, 민어, 말레이어, 아랍어의 영향을 강하게 받고 있다.

## 기본 표현

### 인사 표현
윗사람이나 연상인 사람과의 회화에서는 “po”를 문장의 마지막에 붙인다. “po”를 붙인 경어표현에는 상대가 1명이라도 반드시 2인칭을 복수형으로 한다.
- Oo. 오오. - 예.
- Hindi. 힌데. - 아니요.
- Salamat. 살라마트. - 감사합니다.
  - Maraming salamat po. - 정말로 감사합니다(했습니다).
- Walang anuman. 왈랑 아누만. - 천만에요.
  - Wala pong anuman.
- Magandang umaga. 마간당 우마가. - 안녕(아침 인사)
  - Magandang umaga po. - 안녕하세요(아침인사)?
- Magandang tanghali. - 안녕하세요(낮인사)?（정오무렵）
  - Magandang tanghali po.
- Magandang hapon. 마간당 하폰. - 안녕하세요(낮 인사||오후)
  - Magandang hapon po.
- Magandang gabi. 마간당 가베. - 안녕하세요(저녁 인사)
  - Magadang gabi po.
- Kumusta ka? - 안녕하십니까?
- Paalam. 파알람. - 안녕히 계십시오/가십시오.

- Pasensya ka na. - 미안합니다.
  - Pasensya na po kayo. - 정말 죄송합니다.
- Sino po sila[2]? - 누구십니까?
- Tao po. - 실례합니다.
- Nandito na ako. - 다녀왔습니다.

### 수사
| 수 | 고유어        | 스페인어에서의 차용어 | 시각 (12시간제) | 시각 (12시간제) |
| -- | ------------- | --------------------- | --------------- | --------------- |
| 1  | isa           | uno/una               | 1시             | ala una         |
| 2  | dalawa        | dos                   | 2시             | alas dos        |
| 3  | tatlo         | tres                  | 3시             | alas tres       |
| 4  | apat          | kuwatro               | 4시             | alas kuwatro    |
| 5  | lima          | singko                | 5시             | alas singko     |
| 6  | anim          | seis                  | 6시             | alas seis       |
| 7  | pito          | siyete                | 7시             | alas siyete     |
| 8  | walo          | otso                  | 8시             | alas otso       |
| 9  | siyam         | nuwebe                | 9시             | alas nuwebe     |
| 10 | sampu         | diyes                 | 10시            | alas diyes      |
| 11 | labing-isa    | onse                  | 11시            | alas onse       |
| 12 | labing-dalawa | dose                  | 12시            | alas dose       |

#### 시각 표현 (12시간제)
- 아침 5시: alas singko ng umaga
- 아침 8시 반: alas otso y medya[4] ng umaga
- 정오: alas dose ng tanghali 또는 alas dose en punto
- 낮 3시: alas tres ng hapon
- 밤 6시 45분: alas seis kuwarenta y singko[5] ng gabi
- 심야 12시: alas dose ng hatinggabi
- 심야 3시: alas tres ng madaling-araw[6]

## 같이 보기
- 필리핀어
- 타갈로그어 위키백과
- 필리핀의 언어